# Хрущёв, Николай Алексеевич
Хрущёв Николай Алексеевич (1748 — 1808) — вице-адмирал российского флота (декабрь 1807).

## Биография
В 1766 поступил в Морской корпус кадетом, произведен в гардемарины (1768). В 1769—1772 ежегодно плавал в Балтийском море. Произведен в мичманы (1771). В 1772—1775 (в ходе Русско-турецкой войны 1768—1774) был в крейсерстве в греческом Архипелаге (Эгейское море) в составе эскадры адмирала Чичагова. Произведен в чин лейтенанта флота (август 1775). В 1780—1781 на корабле «Дерись» в составе эскадры бригадира флота Палибина плавал из Кронштадта в Лиссабон, и обратно. В 1782 командовал придворной яхтой «Петергоф», получил чин капитан-лейтенанта (декабрь 1782). С 1784 служил в ранге капитана в Морском Корпусе, в 1786—1788 командовал фрегатом «Мстиславец» при Корпусе, плавал с гардемаринами и кадетами в практических плаваниях в Финском Заливе и в Балтийском море. Отличился в Русско-шведской войне 1788—1790. Произведен в капитаны 2-го ранга (май 1789). Командуя шебекой «Беллона» и пятью полупрамами отличился в первом Роченсальмском сражении (1789) против шведского гребного флота. За проявленную доблесть был награждён орденом Св. Георгия 4-го класса (1789). В 1790—1791 командовал резервной гребной эскадрой при Петербургском порте. В 1792—1797 продолжал командовать частями и эскадрами гребного флота при Петербургском порте. Произведен в капитаны 1-го ранга (январь 1796). В 1797—1801 ежегодно командовал отрядом придворных парусных яхт и гребных судов. Награждён чинами капитан-командора флота (ноябрь 1799) и контр-адмирала (март 1801). В 1801—1802 командовал эскадрой из 27 плавучих батарей между Петербургом и Кронштадтом. В 1802—1808 командующий над Роченсальмским портом и базирующейся там гребной эскадрой, с которой ежегодно крейсировал в Финском заливе. Был произведен в вице-адмиралы (12 декабря 1807), но, вскоре умер (1808).